# Swartzia iniridensis
Swartzia iniridensis är en ärtväxtart som beskrevs av John Macqueen Cowan. Swartzia iniridensis ingår i släktet Swartzia och familjen ärtväxter. Inga underarter finns listade i Catalogue of Life.